# Traversodon
Traversodon — викопний рід цинодонтів. Він був родичем предка сучасних ссавців. Траверсодон жив на території сучасної Південної Америки. Traversodon stahleckeri вперше був знайдений Фрідріхом фон Хуене в 1936 році в геопарку Палеоррота, Сан-Педро-ду-Сул, Бразилія.